# 曾我清官
曾我 清官（そが せいかん、1592年（文禄元年) - ？）は李氏朝鮮出身で、岡藩初代藩主中川秀成の家臣として仕えた人物である。

## 略歴
文禄元年(1592年)朝鮮に出生する。
慶長2年（1597年）、慶長の役がはじまると中川秀成は水原において戦闘を行う。その際、陣屋近辺に子供の泣き声が聞こえたので人を遣ったところ、川端で泣いていた小児（のちの清官）を発見した。彼の容貌が尋常ではなく、愛想もあったため秀成は彼を保護する。周囲の捕虜に尋ねたところ朝鮮軍の500騎ほどの大将であった曾清官の息子であるということが判明したが、名前は不明だった。哀れに思った秀成は陣屋にて養育したのち家臣の秋岡甚兵衛に託し、父親の名前を取って清官と名付けた。翌年秀成が日本に帰国する際に従って来日、大阪の屋敷に2・3年滞在する。
慶長6年（1601年）秀成の領国である豊後へと移り、本丸御台所に差し置かれる。人柄がとてもよく、朝鮮においても貴人の子孫に間違いないということで秀成に士官し、父親の姓と似た「曾我」の姓を与えられる。しばらくして秀成の近辺に仕え、評判も良かったため扶持を与えられ小姓となった。
慶長12年（1607年）から13年(1608年)のころには新しく150石の知行が与えられ、大小姓覚左衛門番御納戸役に任命される。
慶長14年（1608年）に、かつて大友氏に仕えていた浪人彌石仁兵衛の娘と縁組した。